# 消費者庁
消費者庁（しょうひしゃちょう、英: Consumer Affairs Agency、略称: CAA）は、日本の行政機関のひとつ。消費者に関する行政および消費生活に密接に関連する物資の品質表示に関する事務を行うことを目的として設置された内閣府の外局である。

## 概要
消費者庁は、消費者の視点から政策全般を監視する組織の実現を目指して、2009年（平成21年）5月に関連法 が成立し、同年9月1日に発足した。消費者庁が所管する独立行政法人として国民生活センターがあり、全国の消費生活センター等と連携し、消費者行政の中核的な実施機関としての役割を担っている。
部局制を採っておらず、審議官の下に直接課が設置されている。発足後すぐは正規職員が200名程度にとどまるため、立ち入り調査や処分を行う消費者安全課は2,30名程度しか職員が確保できなかった。そのため、捜査や規制の知識や経験が豊富な警察や公正取引委員会のOBを非常勤職員として100人規模で雇用し、立ち入り調査などにこれらの非常勤職員を積極的に投入する方針とされていた。
消費者庁や関係省庁の消費者行政全般に対して監視機能を有する第三者機関として内閣府本府に消費者委員会が消費者庁と同時に設置された。消費者委員会は内閣府の審議会等として位置づけられ、内閣総理大臣によって任命される委員10名以内で組織される。事務局が置かれるほか、必要に応じて臨時委員、専門委員が置かれる。消費者基本法に基づく消費者基本計画の案を作成し、その実施状況を監視するため、内閣府本府の特別の機関として消費者政策会議が置かれている。同会議の庶務は消費者庁消費者政策課が担当している。

## 組織
消費者庁の組織は基本的に、法律の消費者庁及び消費者委員会設置法、政令の消費者庁組織令及び内閣府令の消費者庁組織規則が階層的に規定している。

### 特別な職
- 消費者庁長官
- 消費者庁次長
- 政策立案総括審議官
- 食品衛生・技術審議官
- 審議官（4名）
- 消費者法制総括官
- 法務監理官
- 参事官（2名）[5]

### 内部部局
- 総務課
  - 人事企画室
  - 管理室
  - 広報室
  - 訟務対策官
  - サイバーセキュリティ・情報化企画官
  - 企画官
- 消費者政策課
  - 財産被害対策室
  - 寄附勧誘対策室
  - 企画調整官
- 消費者制度課
  - 企画官
- 消費者教育推進課
  - 食品ロス削減推進室
- 地方協力課
- 消費者安全課
  - 事故調査室
  - 企画官
- 食品衛生基準審査課
- 取引対策課
  - 取引デジタルプラットフォーム消費者保護室
  - 総括消費者取引対策官
- 表示対策課
  - 食品表示対策室
  - 上席景品・表示調査官（2人）
- 食品表示企画課
- 参事官（調査研究・国際担当）
- 参事官（公益通報・協働担当）
- 企画官（2名）[6]

### 審議会等
- 食品衛生基準審議会
- 消費者安全調査委員会（消費者安全法第15条）
- 消費者教育推進会議（消費者教育の推進に関する法律第19条）

## 所管法人、財政、職員
内閣府の該当の項を参照

## 歴代長官
| 代    | 氏名       | 就任日        | 退任日        | 主要な経歴                                               |
| ----- | ---------- | ------------- | ------------- | -------------------------------------------------------- |
| 初代  | 内田俊一   | 2009年9月1日  | 2010年8月11日 | 内閣広報官、内閣府事務次官                               |
| 2代目 | 福嶋浩彦   | 2010年8月11日 | 2012年8月10日 | 中央学院大学教授、我孫子市市長                           |
| 3代目 | 阿南久     | 2012年8月10日 | 2014年8月10日 | 全国消費者団体連絡会事務局長                             |
| 4代目 | 板東久美子 | 2014年8月10日 | 2016年8月9日  | 文部科学審議官                                           |
| 5代目 | 岡村和美   | 2016年8月9日  | 2019年7月9日  | 法務省人権擁護局長                                       |
| 6代目 | 伊藤明子   | 2019年7月9日  | 2022年7月1日  | 内閣官房まち・ひと・しごと創生本部事務局地方創生総括官補 |
| 7代目 | 新井ゆたか | 2022年7月1日  | 2025年7月1日  | 農林水産審議官                                           |
| 8代目 | 堀井奈津子 | 2025年7月1日  | （現職）      | 厚生労働省人材開発統括官                                 |

## 幹部職員
2025年8月18日現在、消費者庁の幹部（指定職以上）は以下のとおりである。
| 消費者庁長官         | 堀井奈津子 |
| 次長                 | 日下部英紀 |
| 政策立案総括審議官   | 飯田健太   |
| 食品衛生・技術審議官 | 及川仁     |
| 審議官               | 尾原知明   |
| 審議官               | 田中久美子 |
| 審議官               | 井上計     |
| 審議官               | 黒木理恵   |

## 設置の経緯と諸課題

### 設置までの経緯
消費者庁設置前の消費者行政は、製品や事業ごとに所管が多数の省庁にまたがり、こうした縦割り行政が、こんにゃくゼリー窒息事故や中国製冷凍餃子中毒事件、パロマ湯沸器死亡事故、渋谷温泉施設爆発事故などについて、行政上の対応の遅れを露呈した。このことから、消費者行政の一元化が急務となった。
消費者庁は、2008年（平成20年）1月18日に、内閣総理大臣 福田康夫が第169回国会（常会）で行った施政方針演説の中で示した、「消費者行政を統一的、一元的に推進するための、強い権限を持つ新組織」の構想を具体化した行政機関であり、福田康夫の宿願とも言われた政治主導案件である。
福田は「消費者行政の司令塔として、消費者の安全、安心にかかわる問題について幅広く所管し、消費者の視点から監視する強力な権限を有する消費者庁を来年度に立ち上げ、早急に事務作業に着手する」 として、各省庁に対する是正勧告権を新機関に附与する考えを明らかにした。さらに「消費者庁創設は行政組織の肥大化を招くものであってはならない。各省の重複や時代遅れの組織の整理にもつながるものでなければならない」 との方針を表明し、消費者庁の職員は他省庁から振り替えることで行政の肥大化を防ぎ、同時に縦割り行政の弊害解消や小さな政府の実現を目指すよう指示した。
消費者庁の設置により、主務業務に影響が及ぶことを畏れた各省庁は設置には概ね冷ややかであり、中には設置の必要はないというアピールとも取れる行動に動いた省庁も幾つかみられた。たとえば、2009年（平成21年）6月2日に山口県美祢（みね）市のホテルで死者1名を出した、ボイラーの不完全燃焼による修学旅行児童らの集団一酸化炭素中毒事故では、経済産業省が原子力安全・保安院職員及び専門家からなる原因究明チームを組織し、現地へ派遣して事故原因の特定に速やかにあたり、事故5日後には調査の結果をまとめた。また、翌月の7月31日付けで各自治体宛てにホテル・旅館の緊急調査の実施を依頼する通達を出す一方（緊急調査の調査票は原子力安全・保安院が作成した）、翌年の2010年1月には安全・再発防止対策についての報告書を作成している。この件以外にも、穀物輸送船の酸欠労災事故に農林水産省が職員を急派するなど、通常では例のない迅速な対応がとられたケースがあり、マスコミも注目せざるを得なかった。

### 法案化の過程
内閣総理大臣が随時開催する消費者行政推進会議（2008年2月8日閣議決定により設置）において、その組織・所管法令の内容等について検討された。同会議は座長の佐々木毅以下11名の委員により組織され、会議の庶務は内閣官房に置かれた消費者行政一元化準備室が行うものとされた。会議は、委員のほか政府からの出席者も交えて、月に2回のペースで行われた。
同会議は、同年4月23日の第6回会合の後に「消費者庁（仮称）の創設に向けて」と題して、消費者庁の所管、位置づけなど「6つの基本方針」と国民本位の行政実現など「守るべき3原則」をまとめた文書を発表し、同年6月13日に最終報告書となる「消費者行政推進会議取りまとめ ～消費者・生活者の視点に立つ行政への転換～」を発表した。福田内閣は同月末に報告書の内容をもとにした「基本計画」を閣議決定し、同年9月29日、麻生内閣が第170回国会（臨時会）に「消費者庁設置法案」および関連法案を提出した。同国会では同法案は成立に至らず、会期末において継続審議とされた。
同法案は、第171回国会（常会）の衆議院消費者問題特別委員会において審議された。この結果、委員会では消費者委員会を設置するなどの共同修正案が提出され、2009年（平成21年）4月16日に共同修正案を全会一致で可決、翌17日には委員長報告のとおり衆議院本会議でも共同修正案を全会一致可決した。法案を送付された参議院でも消費者問題特別委員会で審議され、同年5月28日に委員会の全会一致で可決、翌29日には参議院本会議でも全会一致で可決成立した。

### 諸課題
2010年6月、消費者庁の初年度実績について、通報された消費者事故情報の9割に対応できていなかったことが報じられた。消費者庁側は深刻な人員不足が原因としている。
一方で、諸課題が山積しているのが現状である。たとえば、学校教育法第135条に基づかずに大学・大学院を名乗ることは違法となるが、民間の教育施設だけではなく、自治体が経営する生涯学習センター等でも大学・大学院を名乗るケースが相次いでいる。同法第146条では「第135条の規定に違反した者は、十万円以下の罰金に処する」としているが、文部科学省はディプロマミルの潜在的脅威が指摘されているにも関わらず、私立大学並みの年間授業料を徴収して起業を教えるとする無認可大学 についても是正措置をとらないままでいる。
これを消費者庁も所管法の所掌にないことを理由に黙認できるのかといった諸課題に加え、「原子力 明るい未来のエネルギー」という謳い文句は景表法に違反しないのかと言った指摘などもある。また、開運ブレスレットと称した商品を申し込むと高額な祈祷料を払わされる「開運商法」や、内容をともなわない法外な受講料を徴収する"起業セミナー"など、相変わらず悪質または詐欺的な商法が次々と出現しているのが現状である。

## 事故調査機関の在り方に関する検討会
2010年（平成22年）8月20日、事故調査機関の在り方に関する検討会が設置された。
関連項目：事故調査

## 消費者行政推進会議
消費者行政推進会議（しょうひしゃぎょうせいすいしんかいぎ）は、各省庁縦割りになっている消費者行政を統一的・一元的に推進するための、強い権限を持つ新組織の在り方を検討し、その組織を消費者を主役とする政府の舵取り役とするため、2008年（平成20年）2月8日の閣議決定により内閣に設置された会議である。会議は、議論を行うとともに、ワーキング・グループを立ち上げ、各団体からヒアリングを実施し、同年6月13日の第6回の会議で取りまとめを行った。
委員は以下のとおり。
座長
佐々木毅（学習院大学法学部教授）
委員
川戸惠子（ジャーナリスト、TBS元報道記者）
阪田雅裕（弁護士、前内閣法制局長官）
佐野真理子（主婦連合会事務局長）
島田晴雄（千葉商科大学学長）
中村邦夫（パナソニック代表取締役会長）
中山弘子（前新宿区長）
林文子（神奈川県横浜市長）
原早苗（金融オンブズネット代表）
松本恒雄（一橋大学大学院法学研究科教授）
吉岡和弘（日本弁護士連合会消費者問題対策委員会委員長、弁護士 ）

### 消費者行政推進会議取りまとめの概要

#### 本文
はじめに
- 消費者行政の新組織の創設は、消費者の視点からの真の意味での「行政の改革」の拠点
- 新組織が強力な権限と必要な人員を備えるとともに、消費生活センターの強化充実を前提にした緊密な全国ネットワークが早急に構築される必要
- 新組織の活動の継続的な強化充実には、消費者の声を真摯に受け止める仕組みが不可欠

新組織が満たすべき6原則
1. 消費者にとって便利で分かりやすい
2. 消費者がメリットを十分実感できる
3. 迅速な対応
4. 専門性の確保
5. 透明性の確保
6. 効率性の確保

消費者が頼れる分かりやすい一元的な相談窓口の設置
1. 一元的な相談窓口の設置
2. 国、地方一体となった消費者行政の強化

消費者庁（仮称）の設置とその機能
1. 消費者庁の設置と組織法
2. 情報の集約分析機能、司令塔機能
3. 消費者被害の防止や隙間事案への対応等のための新法
4. 個別作用法の所管（別紙参照）

消費者庁の体制の在り方
1. 内部組織の在り方
2. 消費者政策委員会（仮称）の設置
3. 消費者庁の規模

消費者庁創設に向けたスケジュール
- 来年度から消費者庁を発足、内閣府において消費者庁の司令塔機能を先行実施
- 本取りまとめ内容を基本として、直ちに、政府の基本計画として閣議決定

#### 別紙
個別作用法の所管の内容の概要
| 法律名                                             | 法律名                                                                                        | 法律名                                                                            | 具体的内容 |
| -------------------------------------------------- | --------------------------------------------------------------------------------------------- | --------------------------------------------------------------------------------- | --- |
| 表 示                                              | 不当景品類及び不当表示防止法                                                                  | 不当景品類及び不当表示防止法                                                      | 消費者庁へ移管 |
| 表 示                                              | 日本農林規格等に関する法律（JAS法）                                                           | 日本農林規格等に関する法律（JAS法）                                               | 表示基準の企画立案、執行を消費者庁に移管。 表示基準策定・改正に当たり、農林水産省にあらかじめ協議・同意。農林水産省は、案を備えて表示基準の策定・改正を要請可、法執行の一部につき農林水産大臣に委任。 |
| 表 示                                              | 食品衛生法                                                                                    | 食品衛生法                                                                        | 表示基準の企画立案、執行を消費者庁に移管。 表示基準策定・改正に当たり、厚生労働省にあらかじめ協議。厚生労働省は、表示基準の策定・改正を要請可。                                                       |
| 表 示                                              | 健康増進法                                                                                    | 健康増進法                                                                        | 表示基準の企画立案、執行を消費者庁に移管。 表示基準の策定・改正に当たり、厚生労働省に協議。 |
| 表 示                                              | 家庭用品品質表示法                                                                            | 家庭用品品質表示法                                                                | 表示の標準の企画立案、執行を消費者庁に移管。 表示の標準策定に当たり、経済産業省にあらかじめ協議。 経済産業省は、案を備えて表示の標準の策定・改正を要請可。 法の執行の一部につき、経済産業省に委任。   |
| 表 示                                              | 住宅の品質確保の促進等に関する法律 （住宅品確法）                                             | 住宅の品質確保の促進等に関する法律 （住宅品確法）                                 | 表示等の企画立案、表示基準の策定は共管。 執行は国土交通省が行うが、消費者庁が勧告。 |
| 取 引                                              | 消費者契約法                                                                                  | 消費者契約法                                                                      | 消費者庁に移管。 |
| 取 引                                              | 無限連鎖講の防止に関する法律 （ネズミ講防止法）                                               |                                                                                   | 消費者庁に移管。 |
| 取 引                                              | 特定商品等の預託等取引契約に関する法律 （特定商品預託法）                                     |                                                                                   | 消費者庁に移管。 |
| 取 引                                              | 電子消費者契約及び電子承諾通知に関する民法の特例に関する法律 （電子消費者契約法）             | 電子消費者契約及び電子承諾通知に関する民法の特例に関する法律 （電子消費者契約法） | 内閣府所管部分について消費者庁に移管。 |
| 取 引                                              | 特定商取引に関する法律 （特定商取引法）                                                       | 特定商取引に関する法律 （特定商取引法）                                           | 消費者保護に係る企画立案、執行を消費者庁に移管。消費者庁は執行を一元的に行う。経済産業省は、商一般等の立場から連携。                                                                                  |
| 取 引                                              | 特定電子メールの送信の適正化等に関する法律 （特定電子メール法）                               | 特定電子メールの送信の適正化等に関する法律 （特定電子メール法）                   | 消費者保護の観点から行う措置命令等については､消費者庁へ移管。 |
| 取 引                                              | 金融サービスの提供に関する法律 （金融サービス提供法）                                         | 金融サービスの提供に関する法律 （金融サービス提供法）                             | 消費者庁も所管に加わる。 |
| 取 引                                              | 出資の受入れ、預り金及び金利等の取締りに関する法律 （出資法）                                 |                                                                                   | 消費者庁も所管に加わる。 |
| 取 引                                              | 業 法                                                                                         | 貸金業法                                                                          | 企画立案は共管、登録・免許、検査、処分は各省庁が行うが、消費者庁は処分について勧告権を持ち、そのための検査権限を持つ。また、処分について事前協議を受ける。                                            |
| 取 引                                              | 業 法                                                                                         | 割賦販売法                                                                        | 企画立案は共管、登録・免許、検査、処分は各省庁が行うが、消費者庁は処分について勧告権を持ち、そのための検査権限を持つ。また、処分について事前協議を受ける。                                            |
| 取 引                                              | 業 法                                                                                         | 宅建業法                                                                          | 企画立案は共管、登録・免許、検査、処分は各省庁が行うが、消費者庁は処分について勧告権を持ち、そのための検査権限を持つ。また、処分について事前協議を受ける。                                            |
| 取 引                                              | 業 法                                                                                         | 旅行業法                                                                          | 企画立案は共管、登録・免許、検査、処分は各省庁が行うが、消費者庁は処分について勧告権を持ち、そのための検査権限を持つ。また、処分について事前協議を受ける。                                            |
| 安 全                                              | 製造物責任法                                                                                  | 製造物責任法                                                                      | 消費者庁へ移管。 |
| 安 全                                              | 食品安全基本法                                                                                | 食品安全基本法                                                                    | 消費者庁へ移管。ただし、食品安全委員会の設置等に関する規定の所管については、引き続き検討。 |
| 安 全                                              | 消費生活用製品安全法                                                                          | 消費生活用製品安全法                                                              | 重大事故情報報告・公表制度を移管 安全基準の策定に当たり協議を受ける |
| 安 全                                              | 食品衛生法                                                                                    | 食品衛生法                                                                        | 安全基準の策定に当たり協議を受ける |
| 安 全                                              | 有害物質を含有する家庭用品の規制に関する法律 （有害物質家庭用品規制法）                       |                                                                                   | 安全基準の策定に当たり協議を受ける |
| 消費者・生活者が主役となる社会の構築等に関する法律 | 消費者基本法                                                                                  | 消費者基本法                                                                      | 消費者庁へ移管。 |
| 消費者・生活者が主役となる社会の構築等に関する法律 | 国民生活センター法                                                                            |                                                                                   | 消費者庁へ移管。 |
| 消費者・生活者が主役となる社会の構築等に関する法律 | 個人情報の保護に関する法律 （個人情報保護法）                                                 |                                                                                   | 消費者庁へ移管。 |
| 消費者・生活者が主役となる社会の構築等に関する法律 | 公益通報者保護法                                                                              |                                                                                   | 消費者庁へ移管。 |
| 消費者・生活者が主役となる社会の構築等に関する法律 | 特定非営利活動促進法                                                                          |                                                                                   | 消費者庁へ移管。 |
| 消費者・生活者が主役となる社会の構築等に関する法律 | 国民生活安定緊急措置法                                                                        |                                                                                   | 消費者庁へ移管。 |
| 消費者・生活者が主役となる社会の構築等に関する法律 | 生活関連物資等の買占め及び売惜しみに対する緊急措置に関する法律 （買占め及び売り惜しみ防止法） |                                                                                   | 消費者庁へ移管。 |
| 消費者・生活者が主役となる社会の構築等に関する法律 | 物価統制令                                                                                    |                                                                                   | 消費者庁へ移管。 |

## 地方移転計画
政府は｢東京一極集中｣を是正して地方の活性化につなげるために、役所や研究所など、政府の施設を地方に移転する事を検討している。2015年12月現在では消費者庁や観光庁などの22研究機関や施設など、計34の機関を地方へ移転する検討対象としている。
消費者庁については、2016年（平成28年）3月から2回にわたり徳島県に試行的に滞在し、検証を行った。検証では、徳島県との連携により、実証に基づいた政策の分析・研究機能の強化に寄与する可能性がみられた。しかし、各府省共通のテレビ会議システムが整備されておらず、消費者行政の司令塔機能、制度整備等の業務については、関係者との日常的な関係の構築等に課題がみられ、テレビ会議システム等を活用したやり取りでの多人数での意見調整についても課題がみられた。
平成29年度に徳島県に設置する職員30～40人規模の「消費者行政新未来創造オフィス」（仮称）での実績等を踏まえ、3年後に全面移転の可否について目途を判断することとされていたが 、2019年8月19日、2020年4月徳島県に全面移転を見送る代わりに「消費者庁新未来創造戦略本部」を新設すると発表した。人員は50名から80人に増員、現地のトップも参事官級から審議官級に格上げし、戦略本部の機能を強化する。2020年7月、徳島県庁内に「新未来創造戦略本部」を設置。

## 天下り問題
内閣府の再就職等監視委員会が発足してから、文部科学省天下り問題が2017年1月に発覚する前、2015年度までに認定された違反行為6件のうち、2件が消費者庁だったとされる。認定が見逃された事例もあり、のちに特定商取引法と預託法違反で、消費者庁から業務停止命令を受けたジャパンライフの顧問となっていた元課長補佐（経済産業省から出向）については、その経緯を週刊通販新聞が大きく報じ、国会でも追及される事態となった。

## その他

当初の消費者庁マークとの類似性が指摘されたWorldCatのマーク

- 2011年4月に制定された消費者庁のシンボルマーク（グラフィックデザイナーの伊豆倉靖による[24]）が、Online Computer Library Center（OCLC）の運営する図書館蔵書のデータベースサービス「WorldCat」のマークと類似しているので使用中止するようOCLCから要請があり、消費者庁は争わず現在のもの[25]に修正した[26][27]。
- 「茶のしずく石鹸せっけん」の旧製品による小麦アレルギー発症問題で、消費者庁が2010年1月に国民生活センターから寄せられた健康被害報告など、外部からの情報を再三、放置していたことがわかった[28]。
- 2015年2月20日、「吊るすだけ」だけで虫よけになるとする虫よけ剤を製造・販売する4社に対して、景品表示法第6条の規定に基いて措置命令を出した[29]。効く効かない以前の問題として、どのメーカーの製品も適用害虫がユスリカとチョウバエに限られていたことを知らずに購入していた消費者が多かったため、活字・ネットメディアからは好意的な報道がなされた[30]。しかし、各社ともパッケージ表示を変更して販売を続け、2015年のシーズン中から再びテレビCMを流し始めたメーカーもある。
- 2015年2月27日、窓ガラス用の断熱フィルムの製造会社・販売会社2社に対して、景品表示法第6条の規定に基いて措置命令を出した[31]。一部では断熱効果が認められないと報じたメディアがあったが、誇大表示を問題視したものだった[31]。措置命令を受けた企業は直ちに東京地方裁判所に執行の停止を申し立てた[31]。この申し立ては裁判所に認められ、合わせて消費者庁に対して起こした命令の取消訴訟（3億円の損害賠償請求を併合提起）の判決確定まで措置命令は停止された[31]。この訴訟の一審判決は、2016年11月10日に東京地方裁判所であり、命令の取消、損害賠償ともに棄却された[32][33]。
- 文部科学省出身の板東が長官となってからは、消費者教育にも力を入れ始め、「エスカレーターのキープ・レフト（関西はキープ・ライト）の習慣の危険性」「ホット・カーペットによる低温火傷の危険性」については、板東長官自らが記者会見を行って注意を促した。
- 2015年12月3日より、内閣府・警察庁・金融庁との連携で「『高齢者詐欺被害の未然防止』啓発キャンペーン」をスタートさせ、スタート当日にPRイベントを巣鴨地蔵通り商店街の「すがもん広場」にて実施した[34]。イベント終了後には「未然奉行」の松平健、カンニング竹山、マイナンバー詐欺防止のために参加した高市早苗総務大臣らとともに、板東長官も巣鴨地蔵通り商店街を練り歩き、チラシを配布して詐欺被害の防止を呼びかけた[35]。
- 2024年9月1日に設立15年を迎えるため、同年７月に消費者庁職員有志による実行委員会が、設立15周年シンポジウムを開催した。未来予想に造詣のある有識者としてヘイミシュマクレイが講演したほか、宮木由貴子や吉田健太郎などが参加したパネルディスカッションがなされ、未来の消費生活について議論がなされた[36]。